# Masaomi Nakano
Masaomi Nakano (中野 雅臣 Nakano Masaomi?, nacido el 9 de abril de 1996 en Saitama) es un futbolista japonés que se desempeña como centrocampista.

## Trayectoria

### Clubes
| Club        | País  | Año         |
| ----------- | ----- | ----------- |
| Tokyo Verdy | Japón | 2014 - 2017 |

## Estadística de carrera

### J. League
| Club        | Año   | J. League | J. League | Copa J. League | Copa J. League | Total | Total |
| Club        | Año   | Part.     | Goles     | Part.          | Goles          | Part. | Goles |
| ----------- | ----- | --------- | --------- | -------------- | -------------- | ----- | ----- |
| Tokyo Verdy | 2014  | 2         | 0         | -              | -              | 2     | 0     |
| Tokyo Verdy | 2015  | 9         | 0         | -              | -              | 9     | 0     |
| Tokyo Verdy | 2016  | 7         | 0         | -              | -              | 7     | 0     |
| Tokyo Verdy | 2017  | 6         | 0         | -              | -              | 6     | 0     |
| Total       | Total | 24        | 0         | 0              | 0              | 24    | 0     |